# Линейное (Астраханская область)
Линейное (тат. Кәменни) — татарское село в Наримановском районе Астраханской области России, административный центр Линейнинского сельского совета. Село расположено на берегах ильменя Яфрак ("Яфрак"- в переводе с татарского "листок") в 58 км к западу от Астрахани.
Население — 871 человек (2015)
Основан в 90-х гг. XVIII века.

## История
Село основано на Линейном тракте в начале 1790-х годов татарами-переселенцами из села Каменный Яр Черноярского уезда Астраханской губернии. В 1859 году в станице Линейной (Каменка, Янги-Картузан) имелось 52 двора, мечеть, соляная пристань, проживало 178 душ мужского и 181 женского пола.
В 1930 году в Линейном был организован колхоз Победа.
В 1943 году на базе сёл Линейное и Туркменка был образован Линейнинский сельский Совет депутатов трудящихся Наримановского района Астраханского округа Сталинградской области. При образовании Приволжского района в июне 1944 года Линейнинский сельский Совет был передан Приволжскому району Астраханской области, а в январе 1963 года в связи с ликвидацией Приволжского района передан Наримановскому району

## Физико-географическая характеристика
Село расположено на юге Наримановского района, в пределах западной ильменно-бугровой равнины, являющейся частью Прикаспийской низменности. Село занимает небольшой участок земли, ограниченный на севере, востоке и юге ильменем Ярпак, на западе железнодорожной веткой Кизляр-Астрахань.
Климат резко-континентальный, крайне засушливый (согласно классификации климатов Кёппена-Гейгера — Bsk).
Почвенный покров комплексный: на буграх Бэра распространены бурые полупустынные почвы, в межбугровых понижениях ильменно-болотные и ильменно-луговые почвы. 
Расстояние до столицы Астраханской области города Астрахани составляет 58 км, до районного центра города Нариманов - 89 км. Ближайший населённый пункт - посёлок при станции Линейная расположен на противоположном берегу ильменя Ярпак.
Часовой пояс
Линейное, как и вся Астраханская область, находится в часовой зоне МСК+1. Смещение применяемого времени относительно UTC составляет +4:00.

## Население
Динамика численности населения
| 1859 | 1904 | 1914 |
| ---- | ---- | ---- |
| 359  | 800  | 1125 |

| 2002 | 2010 | 2011 | 2012 | 2013 | 2014 | 2015 |
| ---- | ---- | ---- | ---- | ---- | ---- | ---- |
| 1397 | ↘832 | ↗892 | ↘886 | ↘813 | ↗814 | ↗871 |

Население на 2012 год составляет 886 человек. 80% населения составляют татары. Так же проживают казахи (14%) и русские.
| Национальность | Численность (2010) | Процент |
| -------------- | ------------------ | ------- |
| Татары         | 658                | 79,2%   |
| Казахи         | 85                 | 10,2%   |
| Русские        | 42                 | 5,1%    |
| Кумыки         | 27                 | 3,2%    |
| Даргинцы       | 8                  | 1%      |
| Узбеки         | 5                  | 0,6%    |
| Не указана     | 6                  | 0,7%    |
| Всего          | 831                | 100%    |

## Социальная инфраструктура
В селе имеется несколько магазинов, центр культуры и спорта. Медицинское обслуживание жителей села обеспечивает врачебная амбулатория. Среднее образование жители села получают в средней общеобразовательной школе Наримановского района № 6.

## Фотографии села и его окрестностей

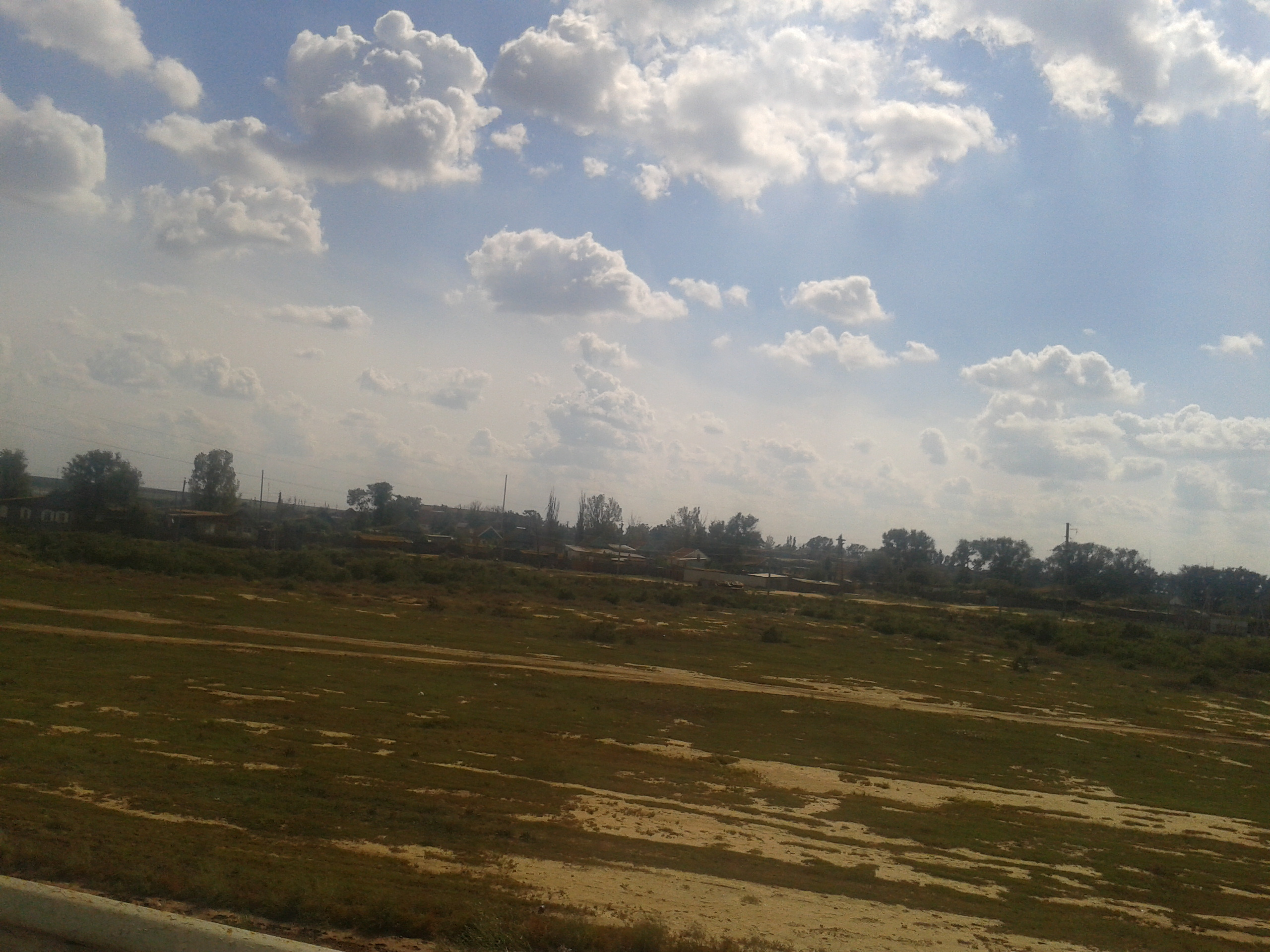
Вид на село Линейное со стороны трассы Астрахань-Элиста. 2013 год.
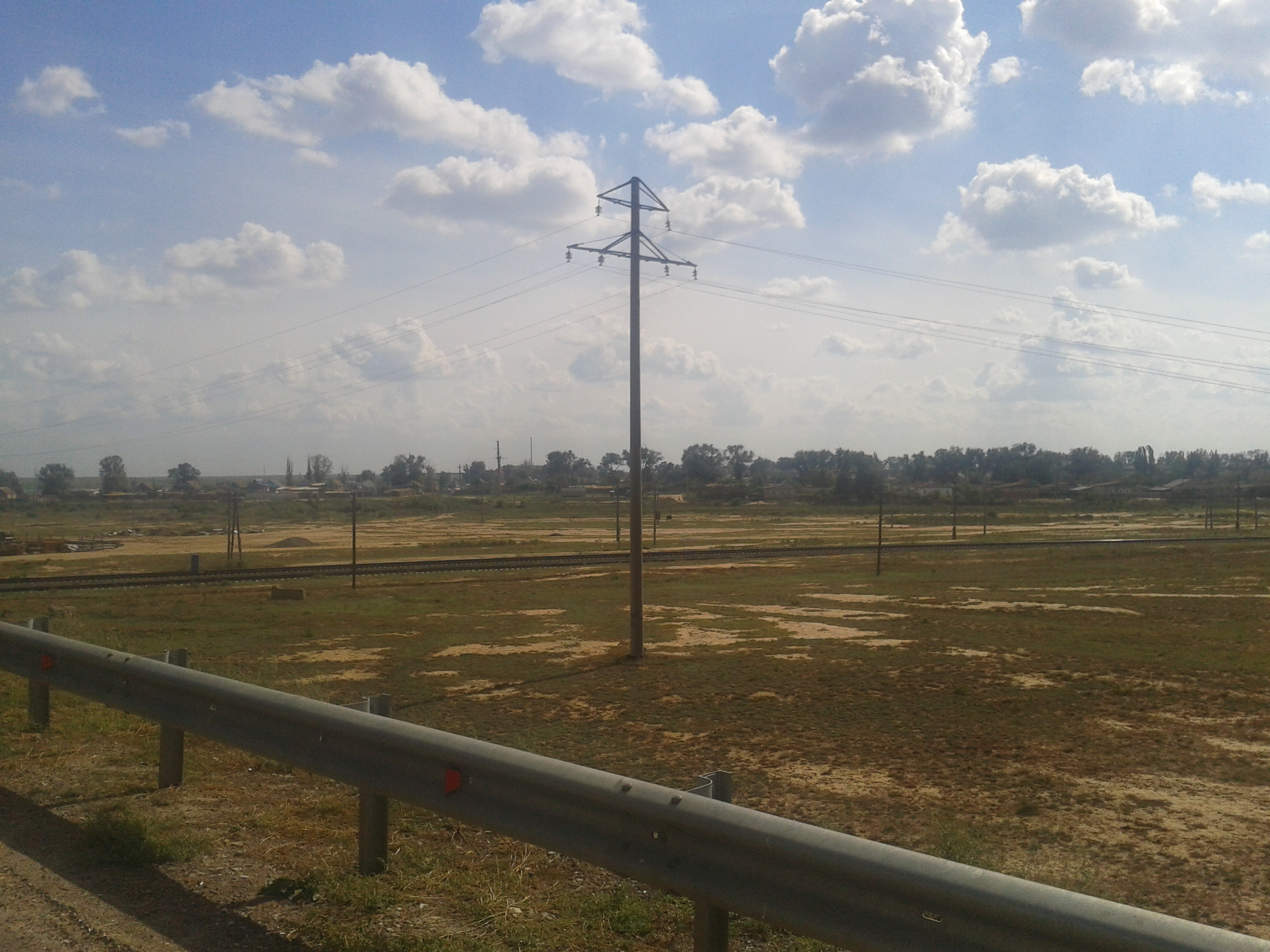
Вид на село Линейное со стороны железной дороги. 2013 год.
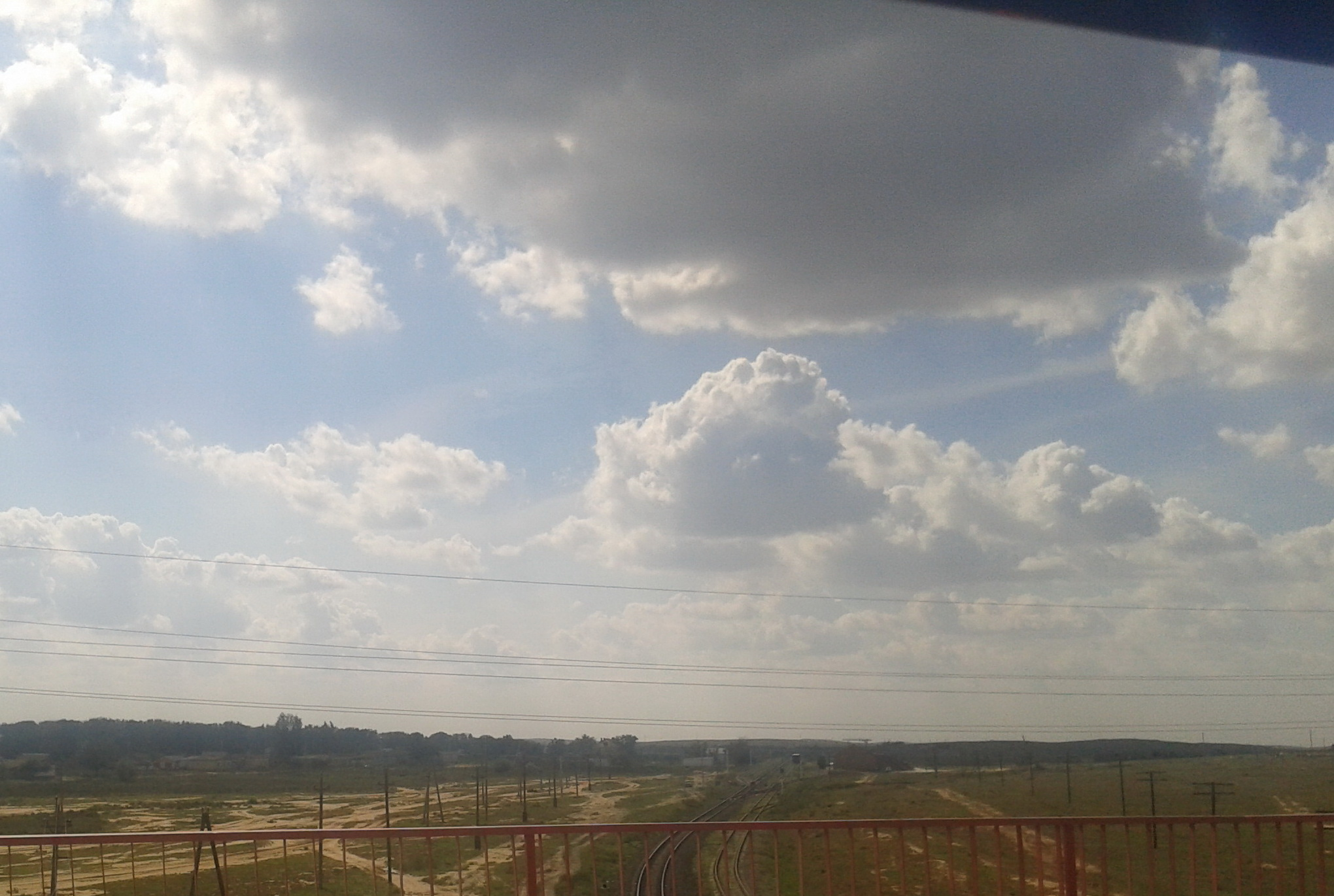
Вид на станцию Линейная с автодорожного моста. 2013 год.
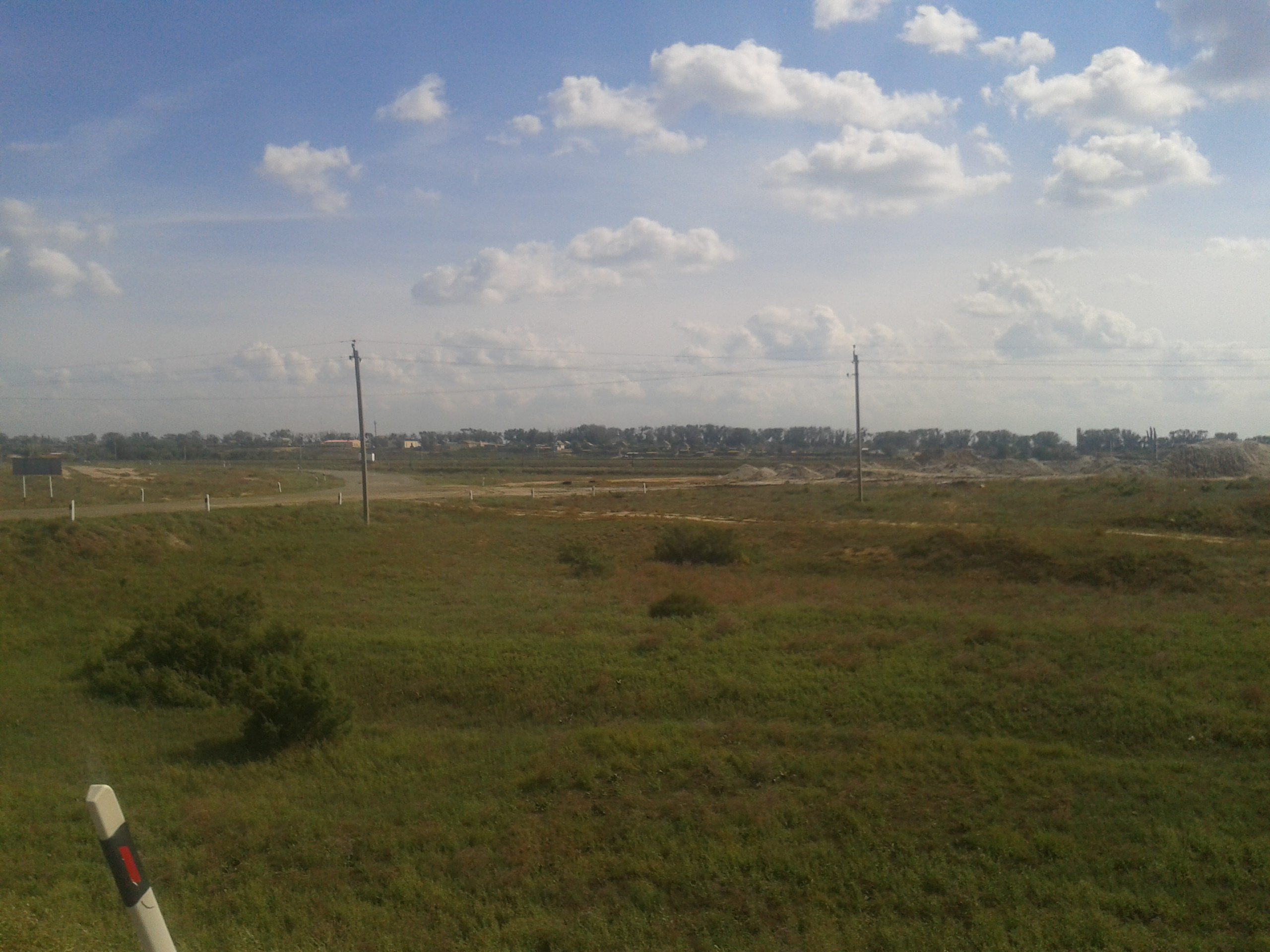
Вид на село Линейное с автодороги Астрахань-Элиста. 2013 год.